# Katra Medniganj
Katra Medniganj è una suddivisione dell'India, classificata come nagar panchayat, di 7.815 abitanti, situata nel distretto di Pratapgarh, nello stato federato dell'Uttar Pradesh. 